# مدينة الحسن الصناعية
مدينة الحسن الصناعية في الأردن هي أحد المدن الصناعية في الأردن والتي تقع في محافظة اربد على بعد 72 كم شمال العاصمة عمان وتبعد 15 كم شرق مدينة اربد، تبلغ المساحة الإجمالية للمدينة (1178) دونماً تم إنشاؤها عام 1991, تم تنفيذها على ثلاثة مراحل، واستقطبت ما يزيد عن (154) شركة صناعية.